# غريغ بيترسون (لاعب اتحاد الرغبي)
غريغ بيترسون (بالإنجليزية: Greg Peterson)‏ هو لاعب اتحاد الرغبي أسترالي، ولد في 26 مارس 1991 في سيدني في أستراليا.

## روابط خارجية
- غريغ بيترسون على موقع دوري الرغبي الممتاز (الإنجليزية)
- غريغ بيترسون عل موقع إسبنسكروم (الإنجليزية)
- غريغ بيترسون على موقع ItsRugby.co.uk (الإنجليزية)